# Concert du nouvel an 1947 à Vienne
Le concert du nouvel an 1947 de l'orchestre philharmonique de Vienne, qui a lieu le 1er janvier 1947, est le 7e concert du nouvel an donné au Musikverein, à Vienne, en Autriche. Il est dirigé pour la seconde fois consécutive et dernière fois par le chef d'orchestre autrichien Josef Krips.
Johann Strauss II y est toujours le compositeur principal, mais son frère Josef est aussi au programme avec trois pièces, ainsi que leur père Johann qui clôt le concert avec sa célèbre Marche de Radetzky.
Huit pièces sur les quinze au total sont jouées pour la première fois au concert du nouvel an.

## Programme

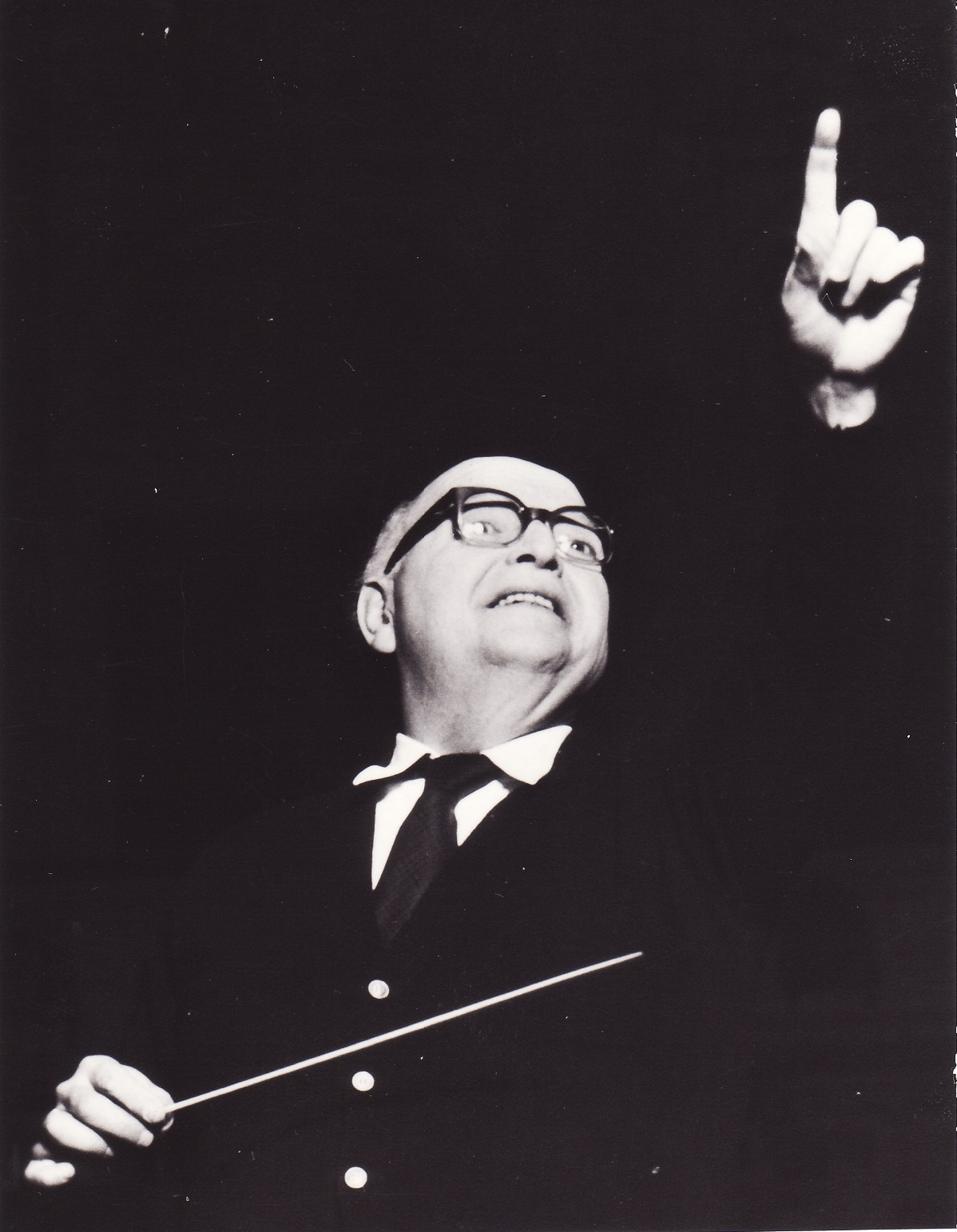
Le chef Josef Krips

Les pièces suivies d'un astérisque (*) sont jouées pour la première fois.
1. Johann Strauss II : ouverture de l'opérette Der lustige Krieg*
2. Josef Strauss : Dorfschwalben aus Österreich, valse, op. 164*
3. Johann Strauss II : Annen-Polka, polka, op. 117
4. Josef Strauss : Eingesendet, polka rapide, op. 240
5. Johann Strauss II : Wein, Weib und Gesang, valse, op. 333*
6. Josef Strauss : Extempore, polka française, op. 241*
7. Johann Strauss II : Banditen-Galopp, galop, op. 378*
8. Johann Strauss II : ouverture de l'opérette Waldmeister*
9. Johann Strauss II : Freuet euch des Lebens, valse, op.340*
10. Johann Strauss : Piefke und Pufke, polka, op. 235*
11. Johann Strauss II : Kaiserwalzer, valse, op. 437
12. Johann Strauss II et Josef Strauss : Pizzicato-Polka, polka
13. Johann Strauss II : Perpetuum mobile. Ein musikalischer Scherz, scherzo, op. 257

### Rappels
1. Johann Strauss II : ouverture de l'opérette La Chauve-Souris
2. Johann Strauss : Marche de Radetzky, marche, op. 228

Les compositeurs joués
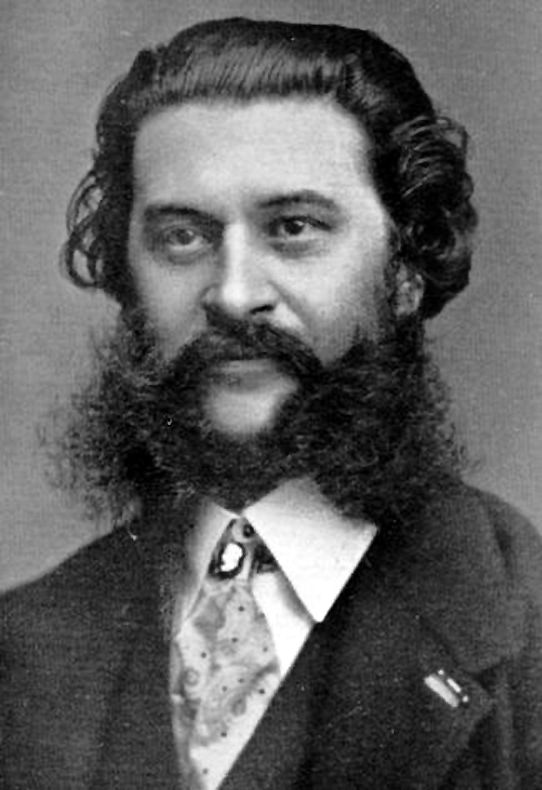
Johann Strauss (fils)
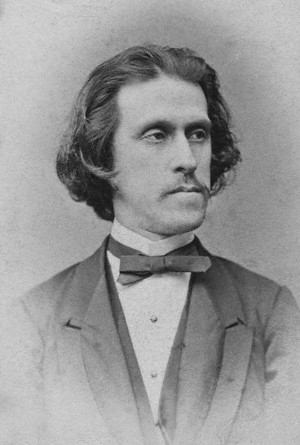
Josef Strauss
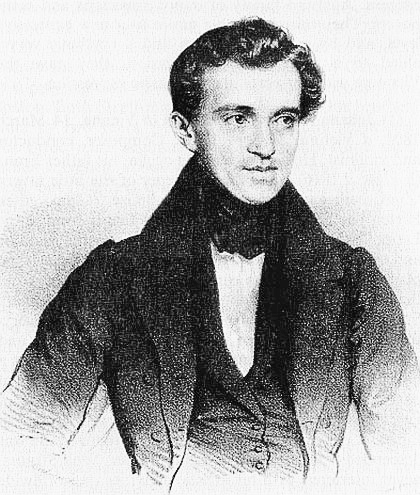
Johann Strauss (père)